# Nicholas Olsen
Nicholas John Olsen (sinh ngày 26 tháng 9 năm 1995) là một cầu thủ bóng đá chuyên nghiệp người Úc đang thi đấu ở vị trí tiền đạo cánh cho câu lạc bộ Becamex Bình Dương.
Olsen từng là tuyển thủ U-19, U-20 và U-23 quốc gia Úc.

## Sự nghiệp
Olsen có nhiều năm thi đấu tại Úc và Kuwait trước khi sang Việt Nam khoác áo Sài Gòn ở giai đoạn 2 V.League 2022. Trong màu áo Sài Gòn, Olsen ra sân tổng cộng 12 trận và ghi được 5 bàn thắng.
Ngày 25 tháng 11 năm 2022, SHB Đà Nẵng đã chính thức chiêu mộ thành công Olsen với bản hợp đồng có thời hạn 1 mùa giải cùng tùy chọn gia hạn thêm 1 mùa.